# Grand Lake (jezioro)
Grand Lake – jezioro na wyspie Nowa Fundlandia, w Kanadzie. Jest największym jeziorem na wyspie, zajmuje powierzchnię 534 km2 i ma do 300 m głębokości. Jest zasilane wodą przez liczne małe strumienie oraz potoki. Na jeziorze znajduje się niezamieszkana wyspa Glover Island. Wraz z sąsiednimi jeziorami Sandy Lake i Birchy Lake, Grand Lake tworzy szlak wodny często wykorzystywany przez kajakarzy.